# Murgseen
Die Murgseen sind die drei Bergseen Oberer Murgsee, Mittlerer Murgsee und Unterer Murgsee südlich des Walensees in der Ostschweiz. Die Seen liegen im Murgtal in der Gemeinde Quarten, zwischen dem Hochmättli (2252 m ü. M.) und dem Gufelstock (2436 m ü. M.). Ihr Abfluss ist der Murgbach, der im Quartener Ortsteil Murg in den Walensee mündet. Die Murgseen sind von den Glarner Alpen umgeben.
Mit dem Aufkommen des Tourismus zu Beginn des 20. Jahrhunderts wurden die Murgseen als willkommene Fischlieferanten für die Hotels und Restaurants in der Umgebung entdeckt, speziell für die Gäste in Bad Ragaz. Der Bestand setzt sich besonders aus Regenbogen-, Bach-, Seeforellen und Saiblingen zusammen.
Am Oberen Murgsee liegt das Bergrestaurant Murgsee (1825 m), eine privat bewirtschaftete Berghütte mit Schlafplätzen (Massenlager). Um den Unteren Murgsee ist das alpine Pflanzenschutzgebiet mit Arvenreservat.

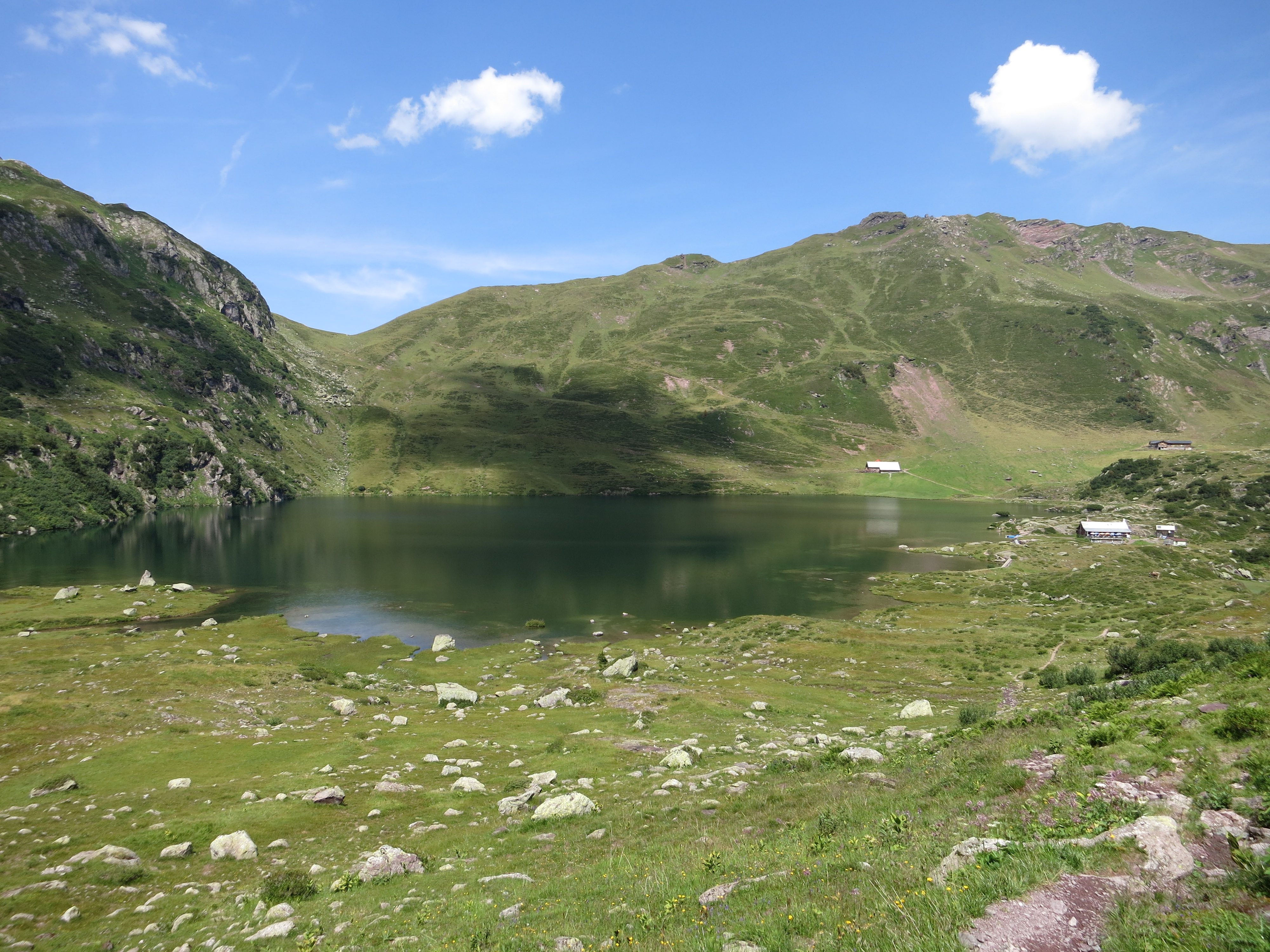
Oberer Murgsee
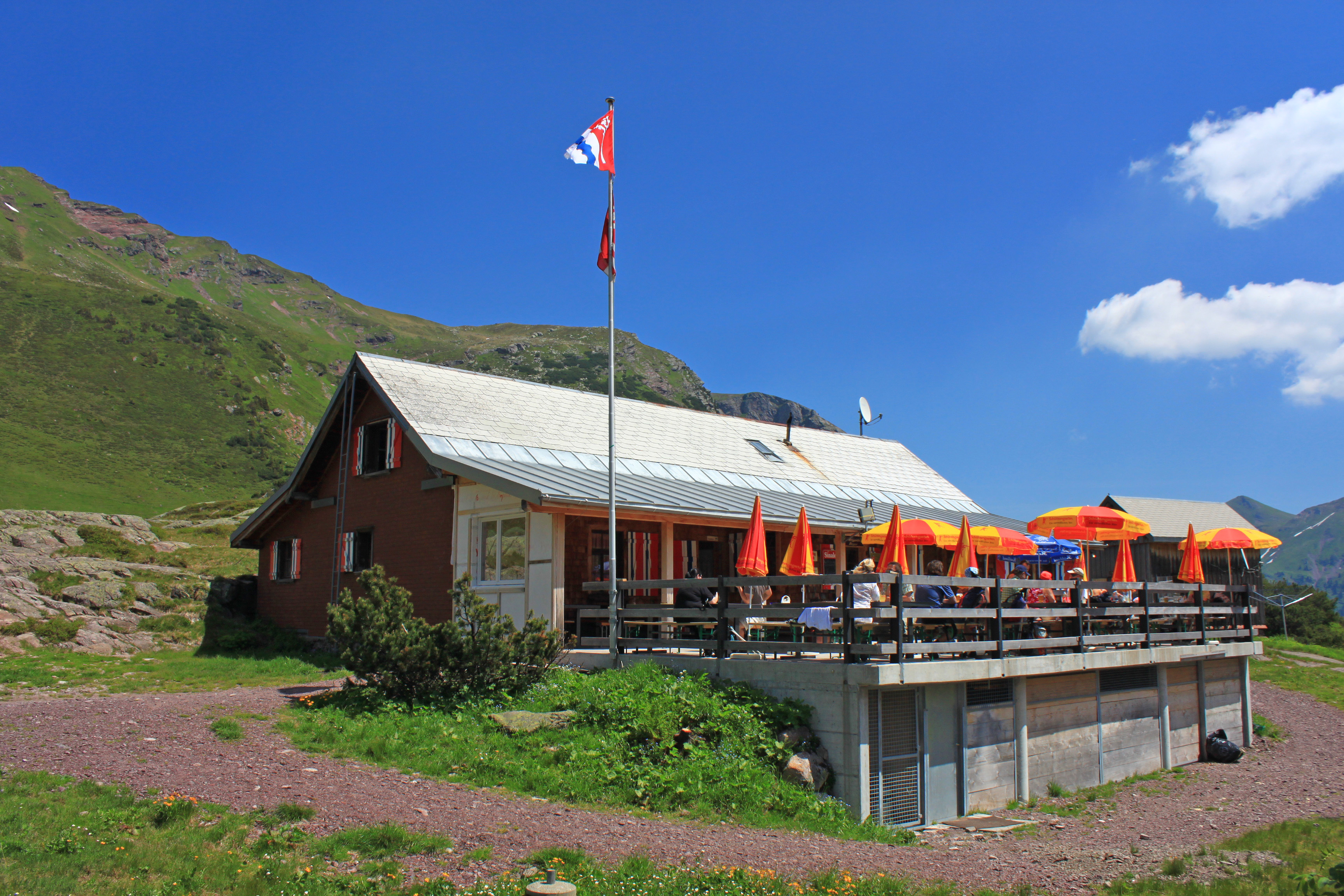
Bergrestaurant
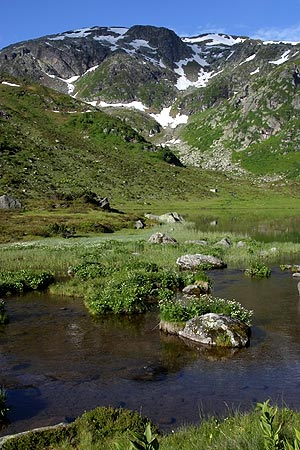
Mittlerer Murgsee
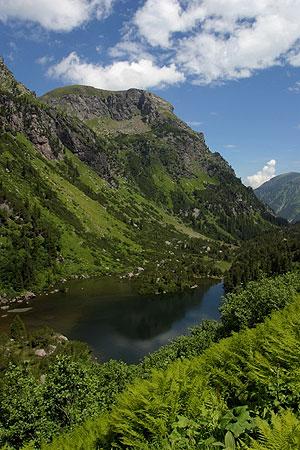
Unterer Murgsee